# Anselm Reyle
Anselm Reyle (* 12. Februar 1970 in Tübingen) ist ein deutscher Künstler.

## Leben/Biografie
Nach einer Ausbildung als Landschaftsgärtner studierte Reyle an der Staatlichen Akademie der Bildenden Künste Stuttgart und an der Staatlichen Akademie der Bildenden Künste Karlsruhe. 1997/1998 zog er nach Berlin und gründete eine Ateliergemeinschaft mit John Bock, Dieter Detzner, Berta Fischer und Michel Majerus. Von 1999 bis 2001 betrieb Anselm Reyle mit Claus Andersen und Dirk Bell die Produzentengalerien „Andersen’s Wohnung“ sowie „Montparnasse“ gemeinsam mit Dirk Bell und Thilo Heinzmann. Nach Gastprofessuren an der Staatlichen Akademie der Bildenden Künste, Karlsruhe, der Universität der Künste Berlin sowie an der Hochschule für bildende Künste Hamburg wurde Reyle im Jahr 2009 als Professor für Malerei/Zeichnen nach Hamburg berufen.
Anfang 2014 erklärte Reyle, sich vorläufig vom Kunstbetrieb zurückzuziehen. Als einen der Gründe dafür gab er an, dass der aufwändige Betrieb seines Ateliers nach der Finanzkrise ab 2007 zu großem Druck geführt habe und zunehmend durch Anfragen von Sammlern finanziert werden musste. „Und ebendiese Anfragen sind in letzter Zeit immer eindimensionaler geworden. Sie haben sich immer mehr auf meine Markenzeichen fokussiert, vor allem auf Folienbilder.“ Unter diesen Bedingungen „verblasste“ nach seinen eigenen Angaben der „experimentelle Charakter“ der Atelierstruktur, die seine Kunst stark prägte.
Nach zweijähriger Pause kehrte Anselm Reyle in den Kunstbetrieb zurück. Zum „Gallery Weekend“ 2016 zeigte Reyle in den neuen Räumlichkeiten der CFA Galerie in Berlin eine neue Serie bestehend aus Keramikvasen. 2017 eröffnete er seine raumgreifende Installation „Eight Miles High“ in der Dependance der König Galerie in St. Agnes in Berlin, von der er seitdem auch vertreten wird. Im Herbst 2020 präsentierte das Aranya Art Center im chinesischen Quinhuangdao mit „After Forever“ eine umfassende Einzelausstellung des Künstlers. Weitere Galerievertretungen sind u. a. Almine Rech (Brüssel, Paris, New York, Shanghai), Andersen’s Contemporary (Kopenhagen), Kukje Gallery (Seoul) und Spurs Gallery (Peking).

## Werk
Charakteristisch für die Werke von Anselm Reyle ist die Nutzung von Fundstücken aus unterschiedlichen Kontexten, die ihrer ursprünglichen Funktion enthoben, optisch verändert und in einen neuen Zusammenhang gestellt werden.
Reyle arbeitet vorwiegend in den Medien Malerei, Skulptur, Installation und verwendet für seine Arbeiten vielfältige Materialien, wie Folien aus Schaufensterdekorationen, Farbpasten, Autolacke, Zivilisationsmüll aus dem urbanen Raum, Reste von Neonröhren der kommerziellen Stadtillumination sowie dem Gebrauch entwendeter, funktionslos gewordener Abfall, Bau- und Elektroschrott. Dabei variiert der Grad der Verfremdung von der partiellen Sichtbarkeit der jeweiligen Rückbezüge bis zur Transformation des jeweiligen Materials. Auch die Ausstellungstitel sind oft Zitate aus dem Bereich der Musik, Werktitel vorgefundene Objets trouvés aus dem Materialfundus.
Zu seinen bekannten Werkgruppen gehören die mit Folie bespannten und in farbigen Plexiglasboxen eingebauten „foil paintings“, deren bewegte, faltenreich-zerklüftete Oberfläche ihren Objektcharakter und die Raumpräsenz unterstreicht. Charakteristisch sind ebenfalls die Streifenbilder in teils dissonanten Farbkombinationen. Neben Acrylfarbe verwendet Reyle hierfür Silberfolie, eingefärbte Spiegel, Strukturpasten und Lacke.
Ein weiterer bekannter Werkzyklus sind die „Streifenbilder“ Anselm Reyles.
Die „Streifenbilder“ sind eine weitere bekannte Serie des Künstlers, die vor allem zwischen 2004 und 2012 entstand. Reyle sagte zu dieser Werkgruppe: „Meine Streifenbilder sind Fundstücke insofern, als dass ich sie vielleicht mal in einem Katalog entdeckt oder als Erinnerung von ähnlichen Bildern im Kopf habe“. Ihn reizt gerade das Abgegriffene, Klischeehafte: „Streifenbilder folgen einem so simplen Prinzip, das hat fast jeder Kunststudent schon mal gemacht“. Reyle reduziert dieses Klischee konsequent auf Formate mit gleichmäßig breiten vertikalen Farbbahnen, wobei er Störmomente, wie Falten in der Folie, einen als Signet standardisierten Farbklecks oder angeschnittene Farbstreifen am rechten Bildrand sehr bewusst einsetzt. Er ist davon fasziniert, dass ein so simples Streifen-Schema derart viele und tatsächlich eindrucksvolle Variationen von Farbstimmungen ermöglicht. Mit den Jahren verwendete Reyle zunehmend Folien, Spiegel sowie Effekt- und Texturpasten und setzte Stahlrahmen als Gestaltungselement seiner Bilder ein.
Teil seiner plastischen Arbeit sind die sogenannten „Afrikanischen Skulpturen“. Sie sind touristischen Flohmarktstücken entlehnt und erinnern in ihrer formalen Konzeption an abstrakte Bildhauerpositionen der Moderne, wie u. a. Hans Arp, Alexander Archipenko oder Henry Moore. Reyle greift traditionelle Techniken auf, indem er die Modelle vergrößert in Bronze gießen lässt, anschließend aber verspiegelt und lasiert, wodurch eine spannungsvolle Ambivalenz erzeugt wird. Dem traditionellen Bildhauerverfahren wird ein hochgradig technisierter Arbeitsprozess aus der Industrie entgegengesetzt, unter dem die kostbare Bronze nur noch zu erahnen ist. Voraussetzung für die Entfaltung dieses künstlerisch intendierten Paradoxon ist das Wissen des Betrachters um die Hintergründe der Entstehung.
Neben dieser Auseinandersetzung mit einem kunstfremden Formenrepertoire für die eigene Bildsprache und einer damit einhergehenden Veränderung der inhaltlichen Aufladung sind seine Arbeiten durch die Anlehnung an kunsthistorische Strömungen der Abstraktion der Moderne wie Informel, Kubismus, Op-Art, Minimal und Pop Art geprägt. Die Art der Aneignung folgt nicht dem Appropriation-Gedanken wie beispielsweise bei Louise Lawler oder Elaine Sturtevant, sondern hinterfragt in einem Moment der Übersteigerung die verschiedenen „Sackgassen der Moderne“ in Bezug auf ihre Formensprache und aktualisiert diese zugleich durch neue Farben oder Materialien. Seine Faszination für Hochglanzeffekte, die Provokation von Leere und Simplizität, seine Reflexion über den vorherrschenden Klischee- und Kitschbegriff mündet in eine „Gratwanderung, die durchaus wehtun kann“.
Diese kritische Reflexion etablierter Geschmackscodes und implizite Negation bürgerlicher Ideale formulieren einen gesellschaftlichen Kommentar ohne moralischen Appell, teils ironisch gebrochen. Reyle hinterfragt in seinen seriell aufgebauten, abstrakten Werkgruppen die Tradition des singulären Tafelbilds mit seiner klassischen Komposition.
In der Diskrepanz zwischen den ursprünglich hehren Idealen der Abstraktion und der provokativ dekorativ anmutenden, primär visuellen Ausrichtung seiner Arbeiten wird eine ambivalente Spannung erzeugt. Form und Inhalt sind nicht mehr kongruent. Die Spontaneität der Konzeption und dynamische Gestik kontrastiert mit der komplexen technischen Umsetzung, beispielsweise eines Bronze- oder Aluminiumgusses, der in Kooperation mit externen Firmen durch aufwendige Mehrschichtverfahren verspiegelt und farbig lasiert wird. Diese professionalisierte Herangehensweise und Teilauslagerung des künstlerischen Prozesses spiegelt sich auch in seiner Atelierstruktur. Bis zu seiner Pause 2014 arbeitete Reyle mit einem Team von bis zu 50 Assistenten. Dem Wunsch folgend wieder selbst mehr in den Produktionsprozess involviert zu sein, verkleinerte er sein Team nach seiner Rückkehr 2016 auf aktuell etwa 10 Mitarbeiter.
Das Interesse an Industriematerialien und vielfältigen, effektvollen Oberflächenstrukturen, Referenzen aus der „low-culture“, Einflüsse aus Musik und Architektur kommen auch in ortsspezifischen, raumumfassenden Installationen zum Ausdruck, so u. a. in der Ausstellung „Acid Mothers Temple“ in der Kunsthalle Tübingen (2009) oder im belgischen Museum Dhondt Dhaenens anlässlich der Ausstellung „Elemental Threshold“ (2010). In seiner Einzelausstellung „Eight Miles High“ in der König Galerie Berlin (2017) zeigte Reyle drei hängende Skulpturen, deren Ausgangspunkt geometrische Windspiele aus Metall sind, wie sie auf Jahrmärkten als Kunsthandwerk zu finden sind.
Aktuell arbeitet Reyle an einer Serie neuer Malerei, in welcher er seinen über die Jahre entwickelten Farb- und Materialkanon, bestehend aus Elementen wie Neonfarben, haptischen Texturen, Folien und vorgefundenen Neonleuchtelementen, in freier abstrakter Form einsetzt. Dazu gehört auch die Serie der gestural paintings, in denen Reyle mit der Betonung der malerischen Geste auf künstlerische Strömung des abstrakten Expressionismus und des Informell Referenz nimmt. Dicke Schichten pastellfarbener Acrylpaste werden dabei von ihm in dynamischen Gestus auf eine schwarz grundierte, mit Neonfarben besprühte Leinwand aufgetragen. Das Element der Materialität, das seit dem Beginn des Schaffens Anselm Reyles den Schwerpunkt seiner künstlerischen Sprache bildet, verbindet sich in den gestural paintings mit einer kräftigen, dissonanten Farbigkeit, die man bereits in den Streifenbildern des Künstlers vorfindet.

## Einzelausstellungen (Auswahl)
- 2005: Life Enigma, Galerie Giti Nourbakhsch, Berlin
- 2006: Anselm Reyle, Andersen S Contemporary, Kopenhagen
- 2006: Anselm Reyle – Ars Nova, Kunsthalle Zürich, Zürich
- 2007: Anselm Reyle, Modern Institute, Glasgow
- 2008: White Earth, Galerie Almine Rech, Brüssel
- 2009: Monochrome Age, Gagosian Gallery, New York City
- 2009: Acid Mothers Temple, Kunsthalle Tübingen
- 2011: Anselm Reyle, Andersen’s Contemporary, Kopenhagen
- 2012: Mystic Silver, Deichtorhallen, Hamburg
- 2013: Ultracore, Centre national d’art moderne Le Magasin, Grenoble
- 2015: Stripe Paintings/Streifenbilder , Contemporary Fine Arts Galerie, Berlin
- 2017: Eight Miles High, KÖNIG, Berlin
- 2017: Laguna Sunrise, Galerie Almine Rech, Brüssel
- 2019: Reflections, KÖNIG Berlin
- 2020: After Forever, Aranya Art Center, Qinhuangdao
- 2022: Teenage Wasteland, Kunsthalle Vogelmann, Kunstverein Heilbronn
- 2023: Paradise, KÖNIG Berlin
- 2024: Disorder, TICK TACK, Antwerp, Belgium